# READY TO RIDE
『READY TO RIDE』（レディ・トゥ・ライド）は、1985年にANTHEMがリリースしたミニ・アルバムである。

## 内容
新曲2曲に、デビュー・アルバム『ANTHEM』収録曲のヴォーカルのみを差し替えた英語ヴァージョン3曲を加えたミニ・アルバム。
発売当初はアナログ盤でのみリリースされた。2017年にBlu-spec CD盤がリリースされた。

## 収録曲
全作詞：坂本英三　全編曲：ANTHEM 
1. READY TO RIDE
作曲：福田洋也
2. SHED
作曲：福田洋也
3. STEELER（English Version）
作曲：柴田直人
4. ROCK'N ROLL STARS（English Version）
作曲：柴田直人
5. LAY DOWN（English Version）
作曲：福田洋也

## 参加メンバー
- 柴田直人：ベース、作曲
- 坂本英三：ボーカル、作詞
- 福田洋也：ギター、作曲
- 大内貴雅：ドラムス